# Nebulosa del Búho
La nebulosa del Búho (también conocida como Messier 97 o NGC 3587) es una nebulosa planetaria ubicada en la constelación de la Osa Mayor. Fue descubierta por Pierre Méchain en 1781. El nombre de Nebulosa del Búho fue acuñado por Lord Rosse, quien por vez primera lo utilizó en 1848. En 1866, William Huggins reconoció su naturaleza de nebulosa gaseosa a partir de la observación de su espectro. Se encuentra a una incierta distancia de 2600 años luz de la Tierra.
M97 está considerada como una de las nebulosas planetarias más complejas. Su apariencia ha sido interpretada como una cubierta cilíndrica tórica vista oblicuamente, de forma que los extremos del cilindro se asocian a zonas pobres en material expulsado, correspondiendo a los ojos del búho. Esta cubierta se halla envuelta por una nebulosa más tenue y menos ionizada.
La estrella central, de magnitud 16, tiene una masa aproximada de 0,7 masas solares, mientras que la masa de la propia nebulosa se estima en 0,15 masas solares. La nebulosa se formó hace unos 6000 años.

## Observación
Entre los objetos del catálogo Messier, la nebulosa de la Lechuza (M97), es uno de los más difíciles de observar. No deben aparecer dificultades al intentar localizarlo con un telescopio de 75 mm, con pocos aumentos y un cielo despejado, limpio y raso.
Para encontrar la nebulosa, hay que buscar justo bajo la parte trasera de la caja del Carro de la Osa Mayor. Con más exactitud, se halla a unos 2 grados al sudeste de Merak, la estrella que marca la rueda trasera del carro. 
Así aparecería como un óvalo grande y sin detalles internos. Con mayores aumentos empiezan a apreciarse algunos rasgos, aunque se requiere de un telescopio de 150 mm a 200 mm para vislumbrar los ojos oscuros de la lechuza.
El filtro nebular ayuda a realzar el contraste entre el objeto y el fondo, pero si no se dispone del mismo, puede emplearse la técnica de la visión lateral o evitada, que consiste en apartar la mirada de la nebulosa ligeramente para que la luz de la misma estimule las células periféricas del ojo, más sensibles. Así la frontera entre nebulosa y entorno se torna más manifiesta de repente.
Se puede detectar con solo tres prismáticos: 10x50, 15x70 y 20x50, ambos bajo cielos muy estrellados, sin polución y rasos. Con estos prismáticos, se puede observar como una estrella difusa, como un punto "estrelliforme" un tanto borroso.